# Dontostemon integrifolius
Dontostemon integrifolius är en korsblommig växtart som först beskrevs av Carl von Linné, och fick sitt nu gällande namn av Carl Friedrich von Ledebour. Dontostemon integrifolius ingår i släktet Dontostemon och familjen korsblommiga växter. Inga underarter finns listade i Catalogue of Life.